# Dan Wells (pisarz)

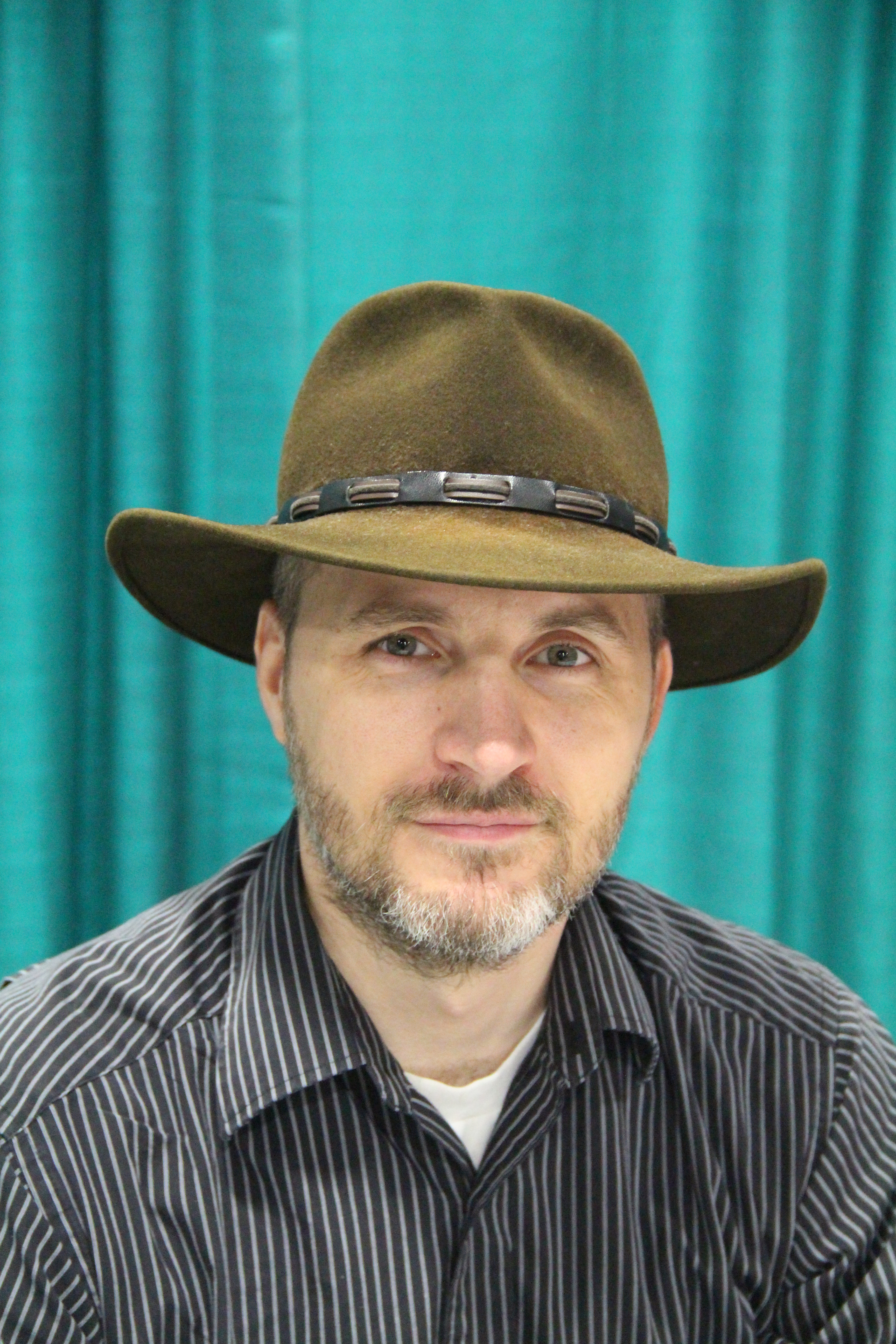
Dan Wells w 2015

Dan Wells, właśc. Daniel Andrew Wells  (ur. 4 marca 1977 w Salt Lake City) – amerykański pisarz, twórca literatury młodzieżowej, autor horrorów, thrillerów, książek science fiction i fantasy; brat pisarza Robisona Wellsa.

## Życiorys
Ukończył studia licencjackie z zakresu anglistyki na Uniwersytecie Brighama Younga. Za swoją twórczość otrzymał nagrody: Hugo (za współautorstwo eseju Writing Excuses, Season Seven), dwukrotnie Parsec Award (za współautorstwo podcastingu Writing Excuses) oraz pięciokrotnie Whitney Award (za powieści Nie jestem seryjnym mordercą, Pan Potwór, I Don’t Want to Kill You, The Hollow City oraz The Devil’s Only Friend). Jego powieść Nie jestem seryjnym mordercą została zekranizowana.
Ma żonę i pięcioro dzieci. Mieszka w Orem. Jest mormonem.

## Dzieła

### Powieści
- seria John Cleaver

1. I Am Not a Serial Killer (2009; wydanie polskie Nie jestem seryjnym mordercą 2012)
2. Mr. Monster (2010; wydanie polskie Pan Potwór 2012)
3. I Don’t Want to Kill You (2011)
4. The Devil’s Only Friend (2015)
5. Over Your Dead Body (2016)
6. Nothing Left to Lose (2017)

- A Night of Blacker Darkness (2011)
- The Hollow City (2012)
- seria Partials

1. Partials (2009; wydanie polskie Partials. Częściowcy 2013)
2. Fragments (2013)
3. Ruins (2014)

- Extreme Makeover (2016)
- seria Mirador

1. Bluescreen (2016)

### Opowiadania
- Edits: I.E.Demon (2014)
- First Draft: I.E.Demon (2014; wydanie polskie Improwizowany Demon Wybuchowy 2017)
- I.E.Demon (2014)
- Second Draft: I.E.Demon (2014)
- The Health and Wellness Supplement Initiative (2016)

### Nowele
- The Mountain of the Lord (2011)
- Isolation (pierwszy utwór z serii Partials; 2012)
- The Butcher of Khardov (2013)
- Next of Kin (czwarty utwór z serii John Cleaver; 2014)

### Eseje
- Writing Excuses 7.35: Brainstorming with Dan (wraz z Howardem Taylerem, Brandonem Sandersonem i Mary Robinette Kowal; 2014)
- Writing Excuses 7.51: Brainstorming with Mary (wraz z Howardem Taylerem, Brandonem Sandersonem i Mary Robinette Kowal; 2014)
- Writing Excuses 8.9: Brainstorming with Howard (wraz z Howardem Taylerem, Brandonem Sandersonem i Mary Robinette Kowal; 2014)
- Writing Excuses 9.28 and 9.29: Workshopping Sixth of the Dusk (wraz z Howardem Taylerem, Brandonem Sandersonem i Mary Robinette Kowal; 2014)
- Writing Excuses 9.30: Workshopping A Fire in the Heavens (wraz z Howardem Taylerem, Brandonem Sandersonem i Mary Robinette Kowal; 2014)
- Writing Excuses 9.31: Brainstorming with Brandon (wraz z Howardem Taylerem, Brandonem Sandersonem i Mary Robinette Kowal; 2014)
- Writing I.E.Demon (2014)
- Introduction (Altered Perceptions) (2014)
- Untitled Essay (Altered Perceptions) (2014)
- Foreword (Elantris) (2015)